# 安妮萨·绍菲卡
安妮萨·绍菲卡（1993年6月21日—），印尼女子羽毛球運動員。

## 簡歷
2012年11月，绍菲卡首次與卢基·阿普里·努格洛侯出戰馬來西亞羽毛球國際挑戰賽。在準决赛中，打满三局以2比1 （21-19、15-21、21-17）击败了赛会8号种子、马来西亚的Mohd Lutfi Zaim Abdul Khalid/許嘉雯。然而，决赛中又碰见了赛会7号种子、另一组马来西亚的王健國/溫可微，以0比2 （11-21、14-21）不敌对手，赢得了亚军。
2013年4月，绍菲卡再度與卢基·阿普里·努格洛侯出戰大阪羽毛球國際挑戰賽。在决赛中，面对赛会4号种子、中華台北的林家佑/王沛蓉，表现强势以2比0 （21-16、21-19）横扫对手，而此前也曾以2比0 （22-20、21-14）击败了中華台北的廖敏竣/陳曉歡，勇夺俩人合作以来首个國際挑戰賽的冠军。
2014年3月，绍菲卡联手两名印尼选手分别與马哈德维·伊斯特拉尼·尼·克图特以及阿尔弗兰·埃科·普拉塞特亚搭档出戰越南羽毛球國際挑戰賽。在女双準决赛中，以0比2 （13-21、20-22）惜败于日本的矢野智惠美/西山夕美子。而混双方面，在决赛中以2比0 （21-14、21-17）轻取中国香港的唐金石/潘樂恩，赢得了第二个國際挑戰賽的冠军。
2015年9月，绍菲卡與阿尔弗兰·埃科·普拉塞特亚出戰印尼羽毛球國際挑戰賽。在準决赛中，面对赛会2号种子、队友的弗兰·库尔尼亚万·邓/科马拉·戴维，以0比2 （19-21、17-21）落败。
2016年7月，绍菲卡與阿尔弗兰·埃科·普拉塞特亚出戰越南羽毛球大獎賽。在决赛中，面对3号种子、邻国强档马来西亚的陈健铭/賴沛君，以0比2 （16-21、11-21）不敌对手。
2017年8月，绍菲卡與印尼新秀的罗纳德·亚历山大出戰紐西蘭羽毛球黃金大獎賽。在準决赛中，对战（中華台北：王齊麟，澳大利亚：陳煊渝）的跨国组合，鏖战三局以2比1 （21-9、19-21、21-6）击退了对手。决赛中，迎战了赛会8号种子、东道主澳大利亚的沙旺·塞拉辛哈/塞特亚纳·玛帕萨，表现亮眼以2比0 (21-19、21-14）拿下对手赢得了俩人初次的首个冠军。

## 主要比賽成績
只列出曾進入準決賽的國際賽事成績：
| 年份   | 賽事                     | 公開賽級別 | 項目     | 拍檔                          | 成績   |
| ------ | ------------------------ | ---------- | -------- | ----------------------------- | ------ |
| 2012年 | 馬來西亞羽毛球國際挑戰賽 | 國際挑戰賽 | 混合雙打 | 卢基·阿普里·努格洛侯          | 亞軍   |
| 2013年 | 大阪羽毛球國際挑戰賽     | 國際挑戰賽 | 混合雙打 | 卢基·阿普里·努格洛侯          | 冠軍   |
| 2014年 | 越南羽毛球國際挑戰賽     | 國際挑戰賽 | 女子雙打 | 马哈德维·伊斯特拉尼·尼·克图特 | 準決賽 |
| 2014年 | 越南羽毛球國際挑戰賽     | 國際挑戰賽 | 混合雙打 | 阿尔弗兰·埃科·普拉塞特亚      | 冠軍   |
| 2014年 | 紐西蘭羽毛球大獎賽       | 大獎賽     | 混合雙打 | 阿尔弗兰·埃科·普拉塞特亚      | 冠軍   |
| 2014年 | 中華台北羽球黃金大獎賽   | 黃金大獎賽 | 混合雙打 | 阿尔弗兰·埃科·普拉塞特亚      | 亞軍   |
| 2014年 | 印尼羽毛球國際挑戰賽     | 國際挑戰賽 | 混合雙打 | 伊迪·苏巴蒂亚                 | 準決賽 |
| 2014年 | 碧特博格羽毛球黃金大獎賽 | 黃金大獎賽 | 混合雙打 | 阿尔弗兰·埃科·普拉塞特亚      | 亞軍   |
| 2015年 | 印尼羽毛球國際挑戰賽     | 國際挑戰賽 | 混合雙打 | 阿尔弗兰·埃科·普拉塞特亚      | 準決賽 |
| 2016年 | 越南羽毛球大獎賽         | 大獎賽     | 混合雙打 | 阿尔弗兰·埃科·普拉塞特亚      | 亞軍   |
| 2017年 | 泰國羽毛球大師賽         | 黃金大獎賽 | 混合雙打 | 阿尔弗兰·埃科·普拉塞特亚      | 準決賽 |
| 2017年 | 紐西蘭羽毛球黃金大獎賽   | 黃金大獎賽 | 混合雙打 | 罗纳德·亚历山大               | 冠軍   |
| 2017年 | 越南羽毛球大獎賽         | 大獎賽     | 混合雙打 | 罗纳德·亚历山大               | 準決賽 |
| 2018年 | 中國陵水羽毛球大師賽     | 超級100賽  | 混合雙打 | 罗纳德                        | 亞軍   |
| 2018年 | 中華台北羽毛球公開賽     | 超級300賽  | 混合雙打 | 罗纳德                        | 準決賽 |

| 2007-2017年 | 首要超級賽 | 超級賽 | 黃金大獎賽 | 大獎賽 | 國際挑戰賽 | 國際系列賽 | 未來系列賽 | 其他 |

| 2018-2026年 | 總決賽 | 超級1000賽 | 超級750賽 | 超級500賽 | 超級300賽 | 超級100賽 | 國際挑戰賽 | 國際系列賽 | 未來系列賽 | 其他 |

### 奧運會和世錦賽參賽紀錄
|          | 搭檔   | 2018 | 2019 |
| -------- | ------ | ---- | ---- |
| 混合雙打 | 罗纳德 | 32強 | 48強 |